# Nó inversível
Em matemática, especialmente na área de topologia conhecida como teoria do nó, onde nó inversível tem a propriedade de um nó que pode ser continuamente deformado para si, mas com a sua orientação invertida. Um nó que não pode ser inversível é qualquer nó que não têm esta propriedade. O inversível de um nó é um nó invariável. Um nó pode ser inversível quando ele é equivalente a um nó que pode ser inversível.
Há apenas cinco nó tipos de simetria, indicado pela quiralidade e a inversão: totalmente quirais, reversível, de forma positiva amphichiral não inversível, negativamente amphichiral não inversível, e totalmente amphichiral pode ser inversível.

## Fundo
| Número de cruzamentos      | 3 | 4 | 5 | 6 | 7 | 8  | 9  | 10  | 11  | 12   | 13   | 14    | 15     | 16      | Sequência na OEIS |
| -------------------------- | - | - | - | - | - | -- | -- | --- | --- | ---- | ---- | ----- | ------ | ------- | ----------------- |
| Não pode ser invertida nós | 0 | 0 | 0 | 0 | 0 | 1  | 2  | 33  | 187 | 1144 | 6919 | 38118 | 226581 | 1309875 | A052402           |
| Pode ser invertida nós     | 1 | 1 | 2 | 3 | 7 | 20 | 47 | 132 | 365 | 1032 | 3069 | 8854  | 26712  | 78830   | A052403           |

Ele tem sido conhecido que a maioria de nós simples, como o trevo de nó e a figura-oito nó são inversíveis. Em 1962, Ralph Fox sugeriu que não era possível o inversível de alguns nós, mas não foi provado que não pode ser inversíveis nós que existem até H. F. Trotter que descobriu uma infinita família de nós pretzel que eram não-inversíveis em 1963.  Agora, de quase todos nós não podem ser inversíveis.